# David Noel
David Anthony Noel III (Durham, Carolina del Nord, 27 de febrer de 1984) és un jugador de bàsquet estatunidenc. Amb 1,98 metres d'altura, juga en la posició d'aler.

## Carrera esportiva
Noel va jugar a la Universitat de North Carolina, on va finalitzar amb 880 punts, 549 rebots, 247 assistències, 60 taps i 137 robatoris de pilota en 127 partits, sortint 51 com a titular. En la seva temporada sènior va fer una mitjana de 12.9 punts i 6.8 rebots per partit, sent nomenat en el segon millor quintet de l'ACC i en el millor defensiu. Fins llavors, Noel era un jugador clau sortint des de la banqueta i especialista defensiu, ajudant als Tar Heels al campionat nacional de 2005. Va guanyar el concurs d'esmaixades de la NCAA durant la Final a Quatre, batent a James White i Rodney Carney.
Noel va ser seleccionat en el Draft de l'NBA de 2006 per Milwaukee Bucks en la 39a posició. La seva millor actuació la va realitzar davant Indiana Pacers l'11 d'abril de 2007, anotant 18 punts amb un 7/10 en tirs de camp. El 15 d'abril de 2008 es va incorporar a la disciplina del Joventut de Badalona de la Lliga ACB, després de superar un període de prova, ocupant la plaça d'extracomunitari que quedava lliure en l'equip. Després, va jugar en diversos equips francesos i sud-americans.
NBA